# Калвін Стенгс
Калвін Стенгс (нід. Calvin Stengs, нар. 18 грудня 1998, Ньїв-Веннеп) — нідерландський футболіст суринамського походження, нападник роттердамського «Феєнорда» та національної збірної Нідерландів.

## Клубна кар'єра
Народився 18 грудня 1998 року в місті Ньїв-Веннеп, Північна Голландія, у родині нідерландця і суринамки. Вихованець футбольної школи клубу АЗ, до якої приєднався у віці 12 років. З сезону 2016/17 став виступати за резервну команду, в якій того сезону взявши участь у 22 матчах і забив 6 голів.
5 березня 2017 року дебютував за основну команду у матчі Ередивізі проти «Ексельсіор», вийшовши на заміну після перерви замість Алірези Джаханбахша. Всього в дебютному сезоні провів шість ігор, забив 2 м'ячі, обидва — у двох матчах проти «Гронінгена». З сезону 2018/19 став основним гравцем клубу. Станом на 31 серпня 2020 року відіграв за команду з Алкмара 52 матчі в національному чемпіонаті.

## Виступи за збірні
Протягом 2019 року залучався до складу молодіжної збірної Нідерландів. На молодіжному рівні зіграв у 5 офіційних матчах, забив 3 голи.
8 листопада 2019 року дебютував в офіційних іграх у складі національної збірної Нідерландів в матчі кваліфікації до чемпіонату Європи 2020 року проти Естонії (5:0), віддавши у тій грі дві гольових передачі.
| Дата       | Місто     | Господарі  | Результат | Гості                | Турнір                               | Голи | Примітки |
| ---------- | --------- | ---------- | --------- | -------------------- | ------------------------------------ | ---- | -------- |
| 19-11-2019 | Амстердам | Нідерланди | 5 – 0     | Естонія              | Відбір до ЧЄ 2020                    | -    |          |
| 7-10-2020  | Амстердам | Нідерланди | 0 – 1     | Мексика              | товариський матч                     | -    | 63' 78'  |
| 11-11-2020 | Амстердам | Нідерланди | 1 – 1     | Іспанія              | товариський матч                     | -    | 46'      |
| 15-11-2020 | Амстердам | Нідерланди | 3 – 1     | Боснія і Герцеговина | Ліга націй УЄФА 2020-2021 - 1-й етап | -    | 89'      |
| 18-11-2020 | Хожув     | Польща     | 1 – 2     | Нідерланди           | Ліга націй УЄФА 2020-2021 - 1-й етап | -    | 70'      |
| 27-3-2021  | Амстердам | Нідерланди | 2 – 0     | Латвія               | Відбір до ЧС 2022                    | -    | 84'      |
| 30-3-2021  | Гібралтар | Гібралтар  | 0 – 7     | Нідерланди           | Відбір до ЧС 2022                    | -    | 81'      |
| Усього     |           | Матчів     | 7         |                      | Голів                                | 0    |          |

## Титули і досягнення
- Володар Кубка Бельгії (1):

«Антверпен»: 2022-23
- Чемпіон Бельгії (1):

«Антверпен»: 2022-23
- Володар Кубка Нідерландів (1):

«Феєнорд»: 2023–24
- Володар Суперкубка Нідерландів (1):

«Феєнорд»: 2024